# Mazzafegato
Mazzafegato (plural: mazzafegati) o mazafegghito es un embutido italiano del Valle de Tíber, en la frontera entre Umbría y Toscana, y de la Valtiberina Toscana donde también se lo conoce como sambudello.

## Descripción
Se elabora con la misma mezcla que la utilizada para la salchicha o soppressata, compuesta principalmente por carnes de segunda y tercera selección, a las que se añade una proporción del quince por ciento de hígado de cerdo y otras vísceras. Toda la mezcla, picada y condimentada con sal, pimienta, ajo si es necesario, y piñones en la receta de Umbría, se embute en una tripa de pequeño diámetro previamente lavada y aromatizada en vino caliente. El mazzafegato de la zona del Camero, en la región de las altas Marcas, puede contener pequeñas cantidades de piel de naranja o, en su defecto, de flor de hinojo. En Umbría también está muy extendida una versión dulce, en la que se añaden modestas cantidades de cáscara de naranja, azúcar y pasas. Es especialmente conocida por producirse en la zona de Fano, en la región de Urbinate, donde también se conoce como "salsiccia matta".
Se puede encontrar una analogía con una salchicha alemana, la salchicha de hígado llamada "Leberwurst" (no confundir con la "Leberkäse" bávara, que en cambio, a pesar de su nombre, no contiene hígado). 